# 倍数比例の法則
倍数比例の法則（ばいすうひれいのほうそく、英: law of multiple proportions 独: Gesetz der multiplen Proportionen）とは、元素Aを含む複数の元素が、複数の化合物、例えばXとYを構成するときにX、Yそれぞれに含まれるAの質量は簡単な整数比になるという化学の法則である。
例として、炭素と酸素からなる2つの化合物として、一酸化炭素と二酸化炭素をとりあげる。一酸化炭素28 gと二酸化炭素44 gは、それぞれ同量の炭素12 gを含んでいる。一酸化炭素28 gには酸素16 gが含まれ、二酸化炭素44 gには酸素32 gが含まれる。すなわち、一定量の炭素を含む一酸化炭素と二酸化炭素それぞれに含まれる酸素の質量の比は、1:2 という簡単な整数の比で表される。
炭素原子1個に対して酸素原子が1個結合した化合物が一酸化炭素であり、炭素原子1個に対して酸素原子が2個結合した化合物が二酸化炭素である。原子はそれ以上分割できない粒子であるから、炭素原子1個に対し酸素原子が非整数個結合したような化合物が存在しないため、倍数比例の法則が成立する。
この法則は、1802年にジョン・ドルトンによって発見され、彼が発表した原子論の有力な証拠として発表された。
法則の和名が現象に則さないため、近年では倍数組成の法則への名称変更が提唱されている。